# Shannon Rowbury
Shannon Rowbury (San Francisco, Kalifornia, 1984. szeptember 19. –) amerikai atléta.
A pekingi olimpiai játékokon döntőbe jutott ezerötszáz méteren, és végül a hetedik helyen zárt. A 2009-es berlini világbajnokságon a bahreini Maryam Yusuf Jamal, valamint a brit Lisa Dobriskey mögött lett bronzérmes ezerötszázon.

## Egyéni legjobbjai
Szabadtér
- 800 méter- 2:00,94
- 1500 méter - 4:00,33
- 3000 méter - 9:03,61
- 5000 méter - 15:12,95

Szabadtér
- 3000 méter- 8:55,19